# 维尔梅根

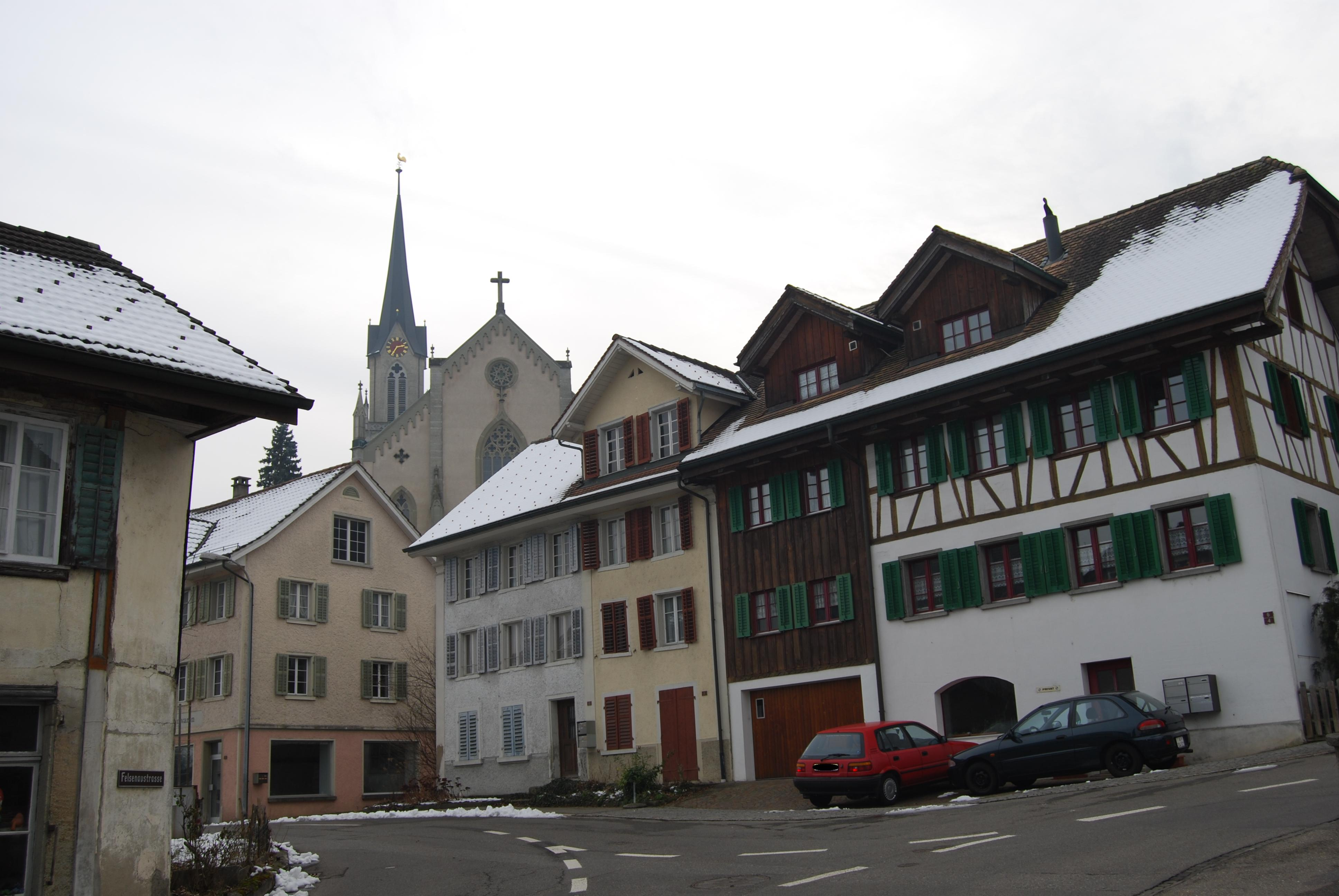

维尔梅根（德語：Villmergen）是瑞士阿爾高州的市镇，位於該國北部，由負責管轄，面積11.94平方公里，海拔高度437米，2012年人口6,232，六成人口信奉羅馬天主教，人口密度每平方公里522人。